# Lycée du Parc
Lycée du Parc je veřejná střední škola se sídlem v 6. obvodu Lyonu ve Francii. Její jméno je odvozeno od Parc de la Tête d'Or, jednoho z největších městských parků v Evropě, který se nachází nedaleko školy.
Škola poskytuje vzdělání na úrovni lycea a nabízí také přípravné třídy neboli classes préparatoires, které připravují studenty na vstup do elitních grandes écoles, jako jsou École polytechnique, CentraleSupélec, École nationale supérieure des mines de Paris, ESSEC Business School, ESCP Business School nebo École des hautes études commerciales de Paris.
Škola byla postavena na místě bývalé Lunette des Charpennes, součásti systému opevnění Ceintures de Lyon, postaveného v 19. století.

## Slavní absolventi
- Éric-Emmanuel Schmitt, francouzsko-belgický spisovatel, dramatik a režisér